# Liste der portugiesischen Botschafter in Luxemburg
Die Liste der portugiesischen Botschafter in Luxemburg listet die Botschafter der Republik Portugal im Großherzogtum Luxemburg auf. Als erster Botschafter akkreditierte sich dort am 21. Mai 1891 der Vertreter Portugals in den Niederlanden. Bis 1977 blieb der Botschafter Portugals in den Niederlanden auch als portugiesischer Botschafter in Luxemburg doppelakkreditiert. Während die genauen Daten der Akkreditierungen für die Niederlande meist tagesgenau gelistet wurden, blieben die genauen Abberufungsdaten für Luxemburg bis zur eigenen dortigen Botschaft nicht durchgehend vermerkt.
Die ständige Botschaft Portugals in der Hauptstadt Luxemburg-Stadt besteht seit 1977 und residiert heute in der Rue Guiliaume Schnerder Nr. 24. 
In der Route de Longwy Nr. 282 unterhält Portugal zudem ein Generalkonsulat.

## Missionschefs
| Name                                                                | Bild     | Amtszeit                            | Anmerkungen                                                                                            |
| Portugal                                                            | Portugal | Portugal                            | Portugal                                                                                               |
| ------------------------------------------------------------------- | -------- | ----------------------------------- | --- |
| Vicente Pinheiro Machado de Melo e Almada (Visconde de Pindela)     |          | 21. Mai 1891–1896?                  | erster Botschafter Portugals in Luxemburg                                                              |
| Conde de Selir                                                      |          | 23. Juli 1896–?                     | bereits seit dem 21. Juli 1896 Chef der Legation                                                       |
| João de Oliveira Sá Camello Lampreia                                |          | 13. Juni 1908 –27. Oktober 1910     | |
| Portugal                                                            |          |                                     | |
| António Carlos dos Santos Bandeira                                  |          | 20. Januar 1922–?                   | |
| José Batalha de Freitas                                             |          | 22. Januar 1926 –17. April 1926     | |
| Alberto de Oliveira                                                 |          | 30. November 1926 –?                | erneuerte Akkreditierung am 13. April 1931                                                             |
| Francisco de Assis Maria de Oliveira de Almeida Calheiros e Meneses |          | 21. Juli 1939–?                     | |
| Eduardo Marciano Borges Vieira Leitão                               |          | 28. September 1945 –?               | erneuerte Akkreditierung am 18. September 1963                                                         |
| Eduardo Brazão                                                      |          | 19. April 1967– 27. November 1968   | |
| Armando Ramos de Paula Coelho                                       |          | 25. Februar 1969–?                  | bereits seit dem 23. Februar 1969 Chef der Legation                                                    |
| Manuel Rodrigues de Almeida Coutinho                                |          | 11. Juli 1975–?                     | |
| Carlos Alberto Empis Wemans                                         |          | 27. Juni 1977 –24. August 1982      | bereits seit dem 13. Juni 1977 Chef der Botschaft, erster ständiger Botschafter Portugals in Luxemburg |
| Carlos Macieira Ary dos Santos                                      |          | 23. September 1982 –4. August 1986  | bereits seit dem 3. September 1982 Chef der Botschaft                                                  |
| Joaquim Renato Corrêa Pinto Soares                                  |          | 24. Oktober 1986 –14. Juni 1990     | bereits seit dem 8. August 1986 Chef der Botschaft                                                     |
| José Manuel Borges Gama Cornélio da Silva                           |          | 16. Januar 1991 –5. Mai 1994        | bereits seit dem 13. Oktober 1990 Chef der Botschaft                                                   |
| António Manuel Syder Santiago                                       |          | 9. Dezember 1994 –18. April 1999    | bereits seit dem 7. Dezember 1994 Chef der Botschaft                                                   |
| Paulo Couto Barbosa                                                 |          | 19. Mai 1999– 27. November 2003     | bereits seit dem 22. April 1999 Chef der Botschaft                                                     |
| Rui Alfredo de Vasconcelos Félix Alves                              |          | 9. Dezember 2003– 14. November 2008 | bereits seit dem 3. Dezember 2003 Chef der Botschaft                                                   |
| José Manuel da Encarnação Pessanha Viegas                           |          | 20. November 2008 –17. Mai 2011     | bereits seit dem 17. November 2008 Chef der Botschaft                                                  |
| Rui Martinot Correia                                                |          | 18. Mai 2011 –2. April 2012-04      | |
| Maria Rita da Franca Sousa Ferro Levy Gomes                         |          | 15. Februar 2012 –5. November 2014  | bereits seit dem 3. April 2012 Chefin der Botschaft                                                    |
| Carlos José de Pinho e Melo Pereira Marques                         |          | seit dem 27. November 2014          | |